# 霍尔瓦特日达尼
霍尔瓦特日达尼，是匈牙利沃什州所辖的一个村，总面积12.17平方公里，总人口794，人口密度65.2人/平方公里（2010年1月1日）。